# Serqueux (Alto Marne)
Serqueux  es una población y comuna francesa, en la región de Champaña-Ardenas, departamento de Alto Marne, en el distrito de Langres y cantón de Bourbonne-les-Bains.

## Demografía[3]
| 984 | 1 071 | 1 115 | 1 244 | 1 380 | 1 404 | 1 474 | 1 523 | 1 630 | 1 458 | 1 506 | 1 553 | 1 480 | 1 401 | 1 440 | 1 352 | 1 278 | 1 174 | 1 145 | 1 116 | 1 041 | 822 | 807 | 752 | 697 | 598 | 604 | 653 | 587 | 531 | 535 | 515 | 463 | 468 |
| Para los censos de 1962 a 1999 la población legal corresponde a la población sin duplicidades (Fuente: INSEE [Consultar]) |       |       |       |       |       |       |       |       |       |       |       |       |       |       |       |       |       |       |       |       |     |     |     |     |     |     |     |     |     |     |     |     |     |